# Eo Yoon-su

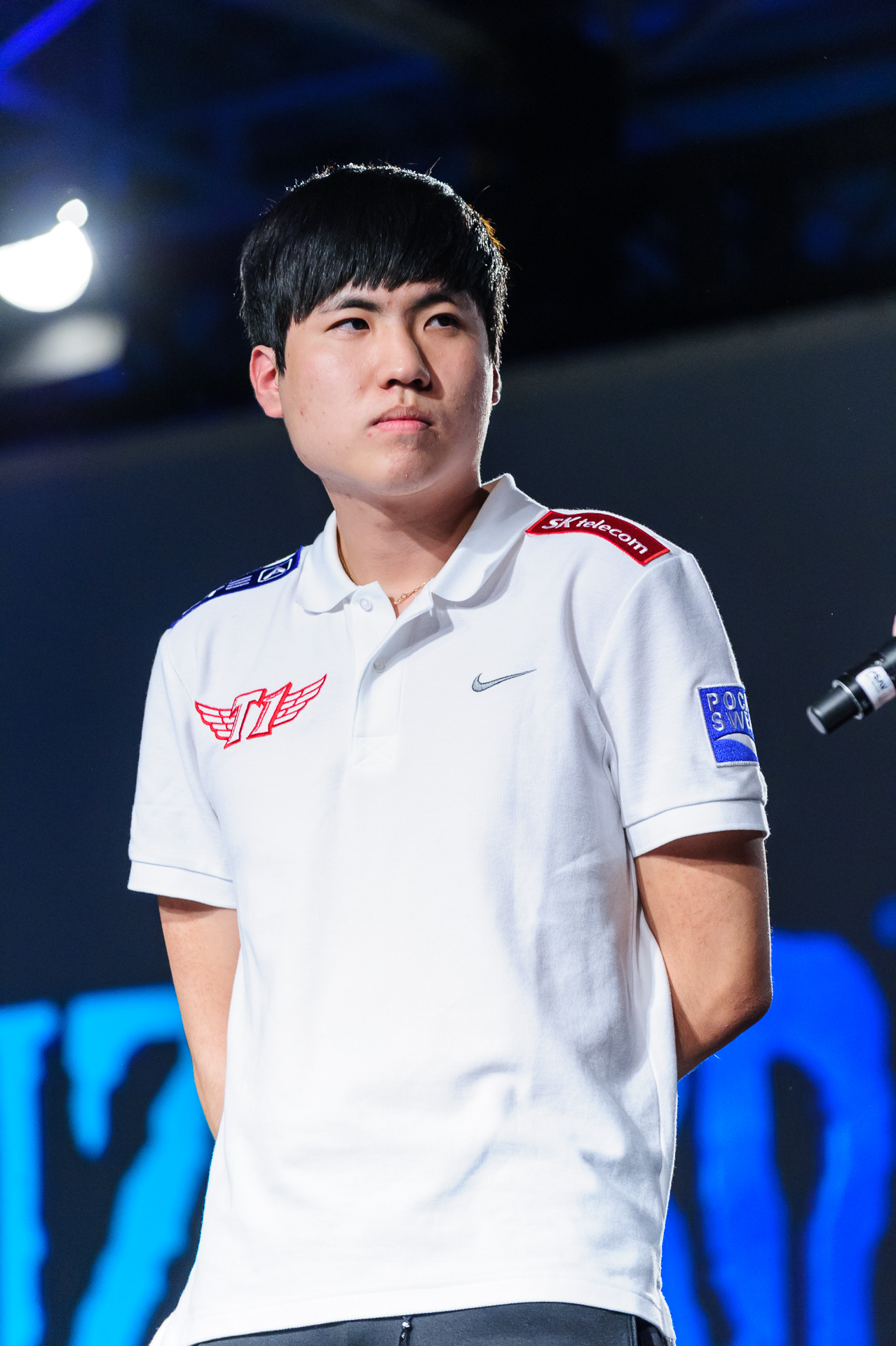
soO bei seinem ersten GSL-Finale (2013)

Eo „soO“ Yoon-su (koreanisch 어윤수; * 24. September 1992) ist ein südkoreanischer E-Sportler im Computerspiel StarCraft II sowie dessen Vorgänger StarCraft: Brood War. In beiden Spielversionen ist er spezialisiert auf die Rasse Zerg.
Größter Karriereerfolg von Eo Yoon-su ist der Gewinn der mit ca. 150.000 US-Dollar dotierten IEM Saison XIII Weltmeisterschaft im polnischen Katowice (2019). Es war sein erster großer Einzel-Turniersieg nach einer Serie von Final-Niederlagen, unter anderem sechs Mal in der GSL (zwischen 2013 und 2017) sowie auf dem WCS-Finale (2017), die ihm einen Ruf als „ewiger Zweiter“ einbrachten.
Mit der Mannschaft SK Telecom T1 gewann er die Proleague 2011/12 in StarCraft: Brood War und 2015 in StarCraft II. In seiner gesamten Karriere hat er Turnierpreisgelder in Höhe von über 600.000 US-Dollar gesammelt (Stand: November 2024).

## Karriere

### Beginn in StarCraft: Brood War
Die Profikarriere von Eo Yoon-su (Nickname: zunächst n.Die_soO, später soO) begann 2008 bei SK Telecom T1. Als SKT T1 2011/12 die letzte in StarCraft: Brood War ausgetragene Auflage der Proleague gewann, war soO bereits zum Stammspieler für seine Mannschaft aufgestiegen und erreichte mit einem Halbfinaleinzug 2011 in der OnGameNet Starleague (OSL) seinen größten Einzelerfolg in Brood War.
Nach einem weiteren Viertelfinaleinzug bei der Tving OSL 2012 wechselten die Spieler der KeSPA-Teams (und somit auch soO) ab ca. Mitte 2012 schließlich zum 2010 erschienen StarCraft 2. Zuvor hatten rechtliche Streitigkeiten um die Übertragungsrechte mit dem Spielentwickler Blizzard Entertainment zur Verzögerung des Wechsels zur neuen Spielversion geführt.

### Wechsel zu StarCraft 2
Bei seiner dritten Teilnahme an der GSL gelang Eo Yoon-su Ende 2013 zum Ersten Mal der Einzug ins Finale. Dort unterlag er jedoch gegen Baek „Dear“ Dong-jun mit 2:4. Im Jahr darauf erreichte er in allen drei regulären GSL-Saisons das Finale. Eine Serie von vier GSL-Finaleinzügen in Folge war zum damaligen Zeitpunkt noch keinem anderen Spieler gelungen. Aufgrund von Niederlagen gegen Joo „Zest“ Sung-wook (3:4), Kim „Classic“ Doh-woo (2:4) bzw. Lee „INnoVation“ Shin-hyung (2:4) blieb ihm sein erster GSL-Titel jedoch verwehrt. Beim Turnier auf der DreamHack Stockholm 2014 kam noch ein weiterer zweiter Platz hinzu. Für das WCS-Finale auf der Blizzcon 2014 qualifizierte er sich aufgrund seiner guten Saison-Platzierungen zwar, unterlag dort in seiner Auftaktpartie jedoch gegen Yoon „TaeJa“ Young-suh.
2015 und 2016 konnte soO in der GSL nicht an seine vorherigen Leistungen anknüpfen und schied jeweils früh aus. Mit dem Lotte Kespa Cup 2015 Season 2 konnte soO immerhin ein kleineres Turnier im Finale gegen seinen Teamkollegen Park „Dark“ Ryung-woo für sich entscheiden (Preisgeld: zehn Millionen Won, entspricht ca. 9.000 US-Dollar). Wenig später erreichte er beim ESL Intel Extreme Masters auf der gamescom erneut ein Finale, musste sich jedoch erneut gegen INnoVation geschlagen geben. Mit seiner Mannschaft SKT T1 gewann er 2015 die Proleague. Beim 4:2-Finalerfolg über die Jin Air Green Wings steuerte soO einen Sieg bei. Ein Jahr später wurde bekannt, dass die Proleague nach mehr als einem Jahrzehnt ihren Betrieb einstellt und SKT T1 seine StarCraft-2-Abteilung Ende 2016 auflöst. soO war daraufhin für längere Zeit teamlos. 
2017 gelang soO die Rückkehr in sein fünftes und sechstes GSL-Finale. Erneut musste sich Eo Yoon-su dort jedoch mit dem zweiten Platz begnügen, da Kim „Stats“ Dae-yeob bzw. Koh „GuMiho“ Byung-jae die jeweiligen Endspiele mit 4:2 für sich entscheiden konnten. Zum zweiten Mal qualifizierte sich soO 2017 für das WCS-Finale auf der Blizzcon und belegte dort einen weiteren zweiten Platz (Preisgeld: 140.000 US-Dollar). Das Endspiel entschied Lee „Rogue“ Byeong-yeol mit 4:2 für sich.
Nachdem er 2018 noch ein weiteres GSL-Halbfinale erreicht hatte, gelang ihm im Frühjahr 2019 schließlich bei der IEM Saison XIII Weltmeisterschaft im Spodek (Katowice) sein größter Karriereerfolg. Der Gruppenphase entkam er mit zwei Siegen aus fünf Duellen nur knapp durch Tiebreaker-Regelung, in der K.-o.-Phase besiegte er dann nacheinander Zest, Serral, herO und Stats. Der Turniersieg war mit 150.400 US-Dollar dotiert. 
Das WCS-Finale auf der Blizzcon 2019 beendete soO auf einem geteilten fünften Platz. Im Oktober 2020 unterbrach er seine Karriere für eineinhalb Jahre um seinen Wehrdienst im koreanischen Militär zu absolvieren und ist seitdem wieder als Spieler aktiv.